# 第二種郵便物
第二種郵便物（だいにしゅゆうびんぶつ）とは、日本郵便が定める郵便物区分のひとつであり、郵便葉書を意味する。

## 概要
郵便法第21条第2項は、「郵便はがきは日本郵便株式会社が、郵便約款でその規格及び様式を定めて、これを発行する。ただし、郵便約款の定める通常葉書又は往復葉書の規格及び様式を標準として、これを会社以外の者が作成することを妨げない」としている。
日本における「官製はがき」は、郵便物の形態の一つとして1873年より導入され、1900年になってその私製が認可された。郵便法ではがきは第二種郵便物に指定されている。はがきは郵便法により郵政官署によって調製され、この郵政官署（これまでの逓信省、逓信院、郵政省、郵政事業庁）が調製し発行するものが長らく「官製はがき」と呼ばれ親しまれてきたが、2003年4月1日から郵便事業が日本郵政公社の所管となったことに伴いこの語は廃され、「郵政はがき」と改称された。郵政民営化に伴い2007年10月1日からは郵便事業株式会社（2012年10月1日からは日本郵便株式会社）の発行となったが引き続き「郵政はがき」の名称が継がれている。他、一般の私製はがきは単に「郵便はがき」と呼称している。しかしながら、「郵政はがき」「郵便はがき」では官製と私製との区別が付きにくいとの考えから、「官製はがき」の語は依然として使われている場合もある。
2023年時点で、日本郵便のはがきの種類のページには「通常はがき」の名称が使われている。
日本の「官製はがき」のサイズは100×148mmである。
またはがきを私製することが可能で、これを「私製はがき」という。大きさや重量（後述）および「郵便はがき」「郵便往復はがき」またはこれに準ずる文字を掲げること、紙質、厚さが官製はがきと同等以上、表面は白色又は淡色などの規格に基づいていれば、料金分の切手を貼って（または郵便料金計器の証紙を貼るか、別納・後納扱いで）郵便物として差し出すことができる。私製の往復はがきを調製することもでき、その場合は復信部分にもあらかじめ切手を貼って（または料金受取人払扱いで）差し出す。
なお、郵政はがき（および従来の官製はがき）の料額印面の部分を切り取ってハガキ大の紙に貼って郵送することは認められていない。

### 規定サイズ
はがきのサイズは、次のように規定されている。この規格を超えるものは第一種郵便物扱いにするとされている。また「郵便はがき」「POST CARD」「CARTE POSTALE」など、はがきである事の表記が必要で、これが欠落している場合は第二種ではなく第一種として扱われる。なお、1966年7月1日にはがきの料金が7円に改定されるまでは官製はがきのサイズが一回り小さく、下記の最小サイズと同等であった。
| 種類       | 重さ   | 長辺        | 短辺       |
| ---------- | ------ | ----------- | ---------- |
| 通常はがき | 2〜6g  | 14〜15.4cm  | 9〜10.7cm  |
| 往復はがき | 4〜12g | 14〜15.4cm※ | 9〜10.7cm※ |

※通常はがきは長方形の紙に限る。また往復はがきは往信部分と返信部分のサイズが同様である必要がある。

## 郵便はがきの種類

### 通常はがきと往復はがき
郵便はがきには通常はがきと往復はがきがある（郵便法第21条第2項）。
通常はがきは郵便局で常時販売されているもので、インクジェット紙仕様などいくつかの種類がある。
一方、往復はがきとは、往信用はがき（往信）と返信用はがき（返信）が結合されたもので、はがき二枚分の価格となっている。

### その他の種別
郵便局では、さまざまな郵政はがきが売られている。

#### 時季用のはがき
下記の年賀はがきが該当。かつてはこれら以外に、夏のおたより郵便葉書（かもめ〜る、暑中見舞用郵便はがき）、春の絵柄付郵便葉書（さくらめーる）、秋の絵柄付郵便葉書（もみじめーる）があった。

##### くじ番号付きはがき
くじ引番号付き郵便はがきには、お年玉付郵便はがき（年賀はがき）がある。これらは下端にくじが印刷されており抽選で賞品があたる。最近の家庭への高精細なインクジェットプリンターの普及に伴い、インクジェット用に表面処理を施されたはがきも販売されている。また、2020年まで販売されていた夏のおたより郵便葉書にくじが付いていた。

#### エコーはがき
エコーはがきは、はがきの一部（表面の下部1/3）に企業など広告媒体の広告が掲載されており、通常63円のはがきから、広告費として5円を差し引いた58円で販売されているはがき。1981年7月から発売。

#### くぼみ入りはがき
くぼみ入りはがきは、目が不自由な場合でも上下・表裏がすぐわかるよう、はがきの表面左下部に半円形のくぼみを入れたはがき。
なお、日本では、身体障害者手帳1・2級、療育手帳1・2度の6歳以上の障害者を対象に、年1回、4月下旬〜5月末日に郵便局に障害者手帳を提示して申し込むことによって、官製はがき（青い鳥はがき）20枚を無料で配布している。2001年までは表側左下の一部に半円形のくぼみを入れた特別デザインの「青い鳥郵便はがき」が発行され、申し込んだ障害者に無料配布されたほか、一般にも販売されていたが、2002年以降は青い鳥をデザインしたオリジナル封筒に通常の郵便はがき20枚を入れたものを、申し込んだ障害者に無料配布する形に変更された。2007年10月の郵政民営化以降は日本郵便株式会社の手によって継続されている。

#### 四面連刷はがき
四面連刷はがきは大量印刷用にはがき4枚分を田形に連刷したもの。

#### ポスト型はがき

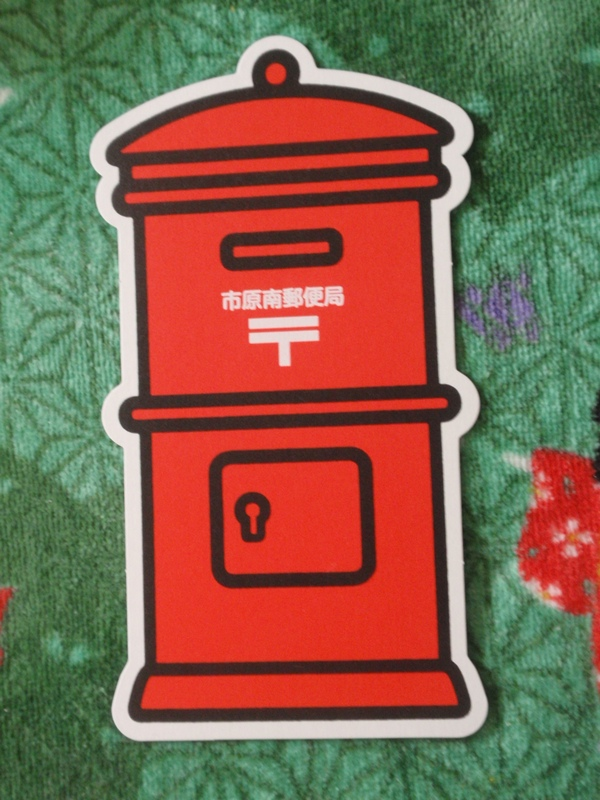
郵便ポスト型はがき

郵政民営化以後、各郵便局内で赤い郵便ポスト型のオリジナルはがきを発売するようになった。郵便局名が印字されているため、購入店舗がわかるのが特徴である。

#### 絵入りはがき
絵入りはがきは、各地の代表的な風景のイラストや写真を印刷してあるはがき。2011年度発売分までの売価は1枚70円であったが2012年7月以降発売分については80円または100円となっている。1985年4月から発売。

#### 国際郵便はがき
国際郵便はがきは、国際郵便（航空扱い）用のはがき。かつては船便料金で発売されていた。1988年10月の登場以来額面は70円で変わらず、2023年9月30日をもって販売を終了する予定だが、以降も引き続き国際郵便用はがきとしては使用できる。前述の絵入りはがきの国際郵便用も発売され売価は1枚円または100円。

### 廃止されたはがき
- 「小包はがき」 - 小包と同時に送れるように作られたはがき。荷札のような形状で上部に穴が開いておりそこを通っている針金で小包本体のひもにくくりつけられるようになっている。本文は2つ折りの内側に書いてのりしろで封をする。1951年6月から2003年3月まで発売。
- 「ふるさと絵はがき」 - 各地の代表的な風景を印刷してある。売価50円。1991年から2003年3月まで発売。
- 「罫線入りはがき」 - 通信内容を記入しやすいよう、裏面に破線が印刷されており、縦書き用・横書き用が揃えられていた。郵便局では積極的な宣伝が行われず、郵便番号簿の利用案内に掲載される程度で知名度が低かった。何れも売価は当時のはがき料金と同額。

## 料金
日本の「官製はがき（郵政はがき）」は郵便切手に相当し、郵便料金相当額の収受を証する「料額印面」（2024年10月1日現在、85円）が表示されている。料額印面を汚染したはがきは無効となる（ただし、料額印面を汚染したはがきは、新たにその料金相当の郵便切手を貼り付けてこれを差し出すことができる）。

### 郵便はがき料金の移り変わり
| 開始日                    | 料金                      | 備考                                         |
| ------------------------- | ------------------------- | -------------------------------------------- |
| 1873年（明治6年）12月1日  | 市内 半銭（5厘） 市外 1銭 |                                              |
| 1883年（明治16年）1月1日  | 1銭                       | 「郵便条例」制定                             |
| 1899年（明治32年）4月1日  | 1銭5厘                    |                                              |
| 1937年（昭和12年）4月1日  | 2銭                       |                                              |
| 1944年（昭和19年）4月1日  | 3銭                       |                                              |
| 1945年（昭和20年）4月1日  | 5銭                       |                                              |
| 1946年（昭和21年）7月25日 | 15銭                      |                                              |
| 1947年（昭和22年）4月1日  | 50銭                      |                                              |
| 1948年（昭和23年）7月10日 | 2円                       |                                              |
| 1951年（昭和26年）11月1日 | 5円                       | 1966年（昭和41年）までの年賀はがき料金は4円  |
| 1966年（昭和41年）7月1日  | 7円                       | 郵便法改正                                   |
| 1972年（昭和47年）2月1日  | 10円                      |                                              |
| 1976年（昭和51年）1月25日 | 20円                      |                                              |
| 1981年（昭和56年）1月20日 | 30円                      |                                              |
| 1981年（昭和56年）4月1日  | 40円                      |                                              |
| 1989年（平成元年）4月1日  | 41円                      | 消費税導入（税率3%）                         |
| 1994年（平成6年）1月24日  | 50円                      |                                              |
| 2014年（平成26年）4月1日  | 52円                      | 消費税増税（税率8%）                         |
| 2017年（平成29年）6月1日  | 62円                      | 2018年（平成30年）までの年賀はがき料金は52円 |
| 2019年（令和元年）10月1日 | 63円                      | 消費税増税（税率10%）                        |
| 2024年（令和6年）10月1日  | 85円                      |                                              |

## その他
和歌山南漁業協同組合が年賀はがきなどの代わりに使用できるとして「スルメール」という名称で販売しているものは、スルメを定形郵便物サイズの袋（封筒）に入れた封書（第一種郵便物）扱いであり、はがきではない。